# Donnellsmithia silvicola
Donnellsmithia silvicola är en flockblommig växtart som beskrevs av Lincoln Constance och Bye. Donnellsmithia silvicola ingår i släktet Donnellsmithia och familjen flockblommiga växter. Inga underarter finns listade i Catalogue of Life.